# Jamaica Basketball Association
Der Jamaikanische Basketballverband ist der offizielle Basketballverband in Jamaika. Er hat seinen Sitz in Kingston (Jamaika).

## Geschichte und Aufgaben
Der Verband ist seit 1962 Mitglied der Fédération Internationale de Basketball (FIBA) und damit auch Mitglied der FIBA Amerika. Präsident des Verbandes ist zur Zeit Paulton Gordon. Sein Generalsekretär/in ist Janeil Smith.
Der Verband ist für die Organisation, Leitung und Entwicklung des Basketballsports in Jamaika verantwortlich. Der Verband vertritt den Basketballsport gegenüber Behörden sowie nationalen und internationalen Sportorganisationen. Zusätzlich verteidigt der Verband auch die moralischen und materiellen Interessen des Jamaikanischen Basketballs.
Der Verband organisiert die Nationale Meisterschaft und ist für die Jamaikanische Basketballnationalmannschaft und die Jamaikanische Basketballnationalmannschaft der Damen verantwortlich.

## Fakten zum Verband
| Kriterium               | Fakten         |
| ----------------------- | -------------- |
| Gründungsjahr           |                |
| Jahr des FIBA-Beitritts | 1962           |
| Kontinental Verband     | FIBA-Amerika   |
| Sitz des Verbandes      | Kingston       |
| Präsident               | Paulton Gordon |
| Generalsekretär         | Janeil Smith   |
| Höchste Liga            |                |
| Sonstiges               |                |